# Эпей (сын Эндимиона)
Эпей (др.-греч. Ἐπειός) — персонаж древнегреческой мифологии, сын Эндимиона из Элиды. 
Выиграл состязание с братьями Пэоном и Этолом в беге в Олимпии и получил царскую власть в Элиде.  Отсюда и произошло древнее название жителей Элиды — эпейцы.
Жена Анаксироя, дочь Гирмина (мать Актора либо Авгия). В его царствование Пелоп переправился из Азии и захватил Писею и Олимпию, отрезав её от страны Эпея.